# 허유강
허유강 (許裕康, 1986년 11월 16일 ~ )은 전 연천 미라클의 투수이다.

## 아마추어 시절
서울 둔촌초등학교와 잠신중학교를 거쳐 경기고등학교에 입학한다. 경기고를 졸업하고 성균관대학교에 진학했다. 2008년 7월 체코에서 열린 제4회 세계 대학 야구 선수권대회 미국전에 선발 등판해, 7이닝 동안 4피안타 7탈삼진 1실점으로 호투하는 등 선발 투수로서의 자질을 지녔다. 대학 리그 통산 45경기에 등판 139⅔이닝 동안 3.09의 방어율을 기록하며 삼진 131개를 잡아냈다.

## 한국 프로야구 시절

### 한화 이글스시절
2009년 신인 드래프트에서 2차 2순위(전체 11위)로 한화 이글스에 지명되어 입단하였다. 2009년 4월 9일 두산 베어스와의 경기에서 프로 첫 등판을 하였다. 2009년 8월 23일 넥센 히어로즈전에서 자신의 데뷔 첫 승을 거두었다.

## 한국 독립야구 시절

### 연천 미라클시절
2016년에 입단하였다. 2019년에 현역 은퇴 은퇴를 선언했다.

## 트라우마
- 2009년 4월 9일 자신의 데뷔 첫 등판에서 전 두산 용병 외야수인 맷 왓슨에게 투런 홈런을 허용한 후, 세 타자 연속으로 몸에 맞는 볼을 허용하고 말았다. 그 기록은 KBO 리그 타이기록이기도 하다. 그는 2개의 남은 아웃 카운트를 다 잡고 마운드를 내려왔지만, 결국 2군으로 내려가고 말았다.
- 2010년 4월 18일 넥센전에서 황재규에 이어 마운드에 올랐다. 하지만, 9회에만 7타자 연속 안타를 맞는 등 9안타 6실점한 뒤에 강판되었다. 결국 그는 덕아웃에서 눈물을 흘렸다. 그 경기 이후로 자신감이 상실해 마운드에 올라올 때마다 실점했고, 결국 2군으로 내려갔다.

## 같이 보기
- 황재규

## 출신 학교
- 둔촌초등학교
- 잠신중학교
- 경기고등학교
- 성균관대학교

## 통산 기록
| 연 도          | 소 속          | 나 이          | 승 리 | 패 전 | 승 률 | 평 자 책 | 출 장 | 선 발 | 완 투 | 완 봉 | 세 이 브 | 홀 드 | 이 닝 | 피 안 타 | 피 홈 런 | 볼 넷 | 고 4 | 탈 삼 진 | 몸 맞 | 보 크 | 폭 투 | 실 점 | 자 책 | 타 자 수 | W H I P |
| -------------- | -------------- | -------------- | ----- | ----- | ----- | -------- | ----- | ----- | ----- | ----- | -------- | ----- | ----- | -------- | -------- | ----- | ---- | -------- | ----- | ----- | ----- | ----- | ----- | -------- | ------- |
| 2009           | 한화           | 24             | 1     | 0     | 1.000 | 3.49     | 27    | 0     | 0     | 0     | 0        | 2     | 28.1  | 23       | 1        | 15    | 0    | 10       | 7     | 1     | 0     | 16    | 11    | 125      | 1.34    |
| 2010           | 한화           | 25             | 1     | 2     | .333  | 7.58     | 42    | 0     | 0     | 0     | 0        | 2     | 46.1  | 65       | 5        | 20    | 0    | 25       | 8     | 0     | 1     | 45    | 39    | 222      | 1.84    |
| 2014           | 한화           | 29             | 0     | 0     | ----  | 13.50    | 1     | 0     | 0     | 0     | 0        | 0     | 0.2   | 2        | 1        | 0     | 0    | 0        | 0     | 0     | 0     | 1     | 1     | 4        | 3.00    |
| 2015           | 한화           | 30             | 0     | 0     | ----  | 10.13    | 5     | 0     | 0     | 0     | 0        | 0     | 2.2   | 1        | 0        | 2     | 0    | 1        | 2     | 0     | 1     | 3     | 3     | 12       | 1.13    |
| KBO 통산 : 4년 | KBO 통산 : 4년 | KBO 통산 : 4년 | 2     | 2     | .500  | 6.23     | 75    | 0     | 0     | 0     | 0        | 4     | 78.0  | 91       | 7        | 37    | 0    | 36       | 17    | 1     | 2     | 65    | 54    | 363      | 1.64    |

## 참조
1. ↑  한국야구위원회, 2012 가이드북
2. ↑  세계대학야구- 한국, 캐나다 꺾고 4강행 《박동희 칼럼》, 2008년 7월 26일 작성
3. ↑  한화이글스, 2009 이들을 주목하라-(2)우완 사이드암 허유강 《대전일보》, 2008년 12월 2일